# MiniSD

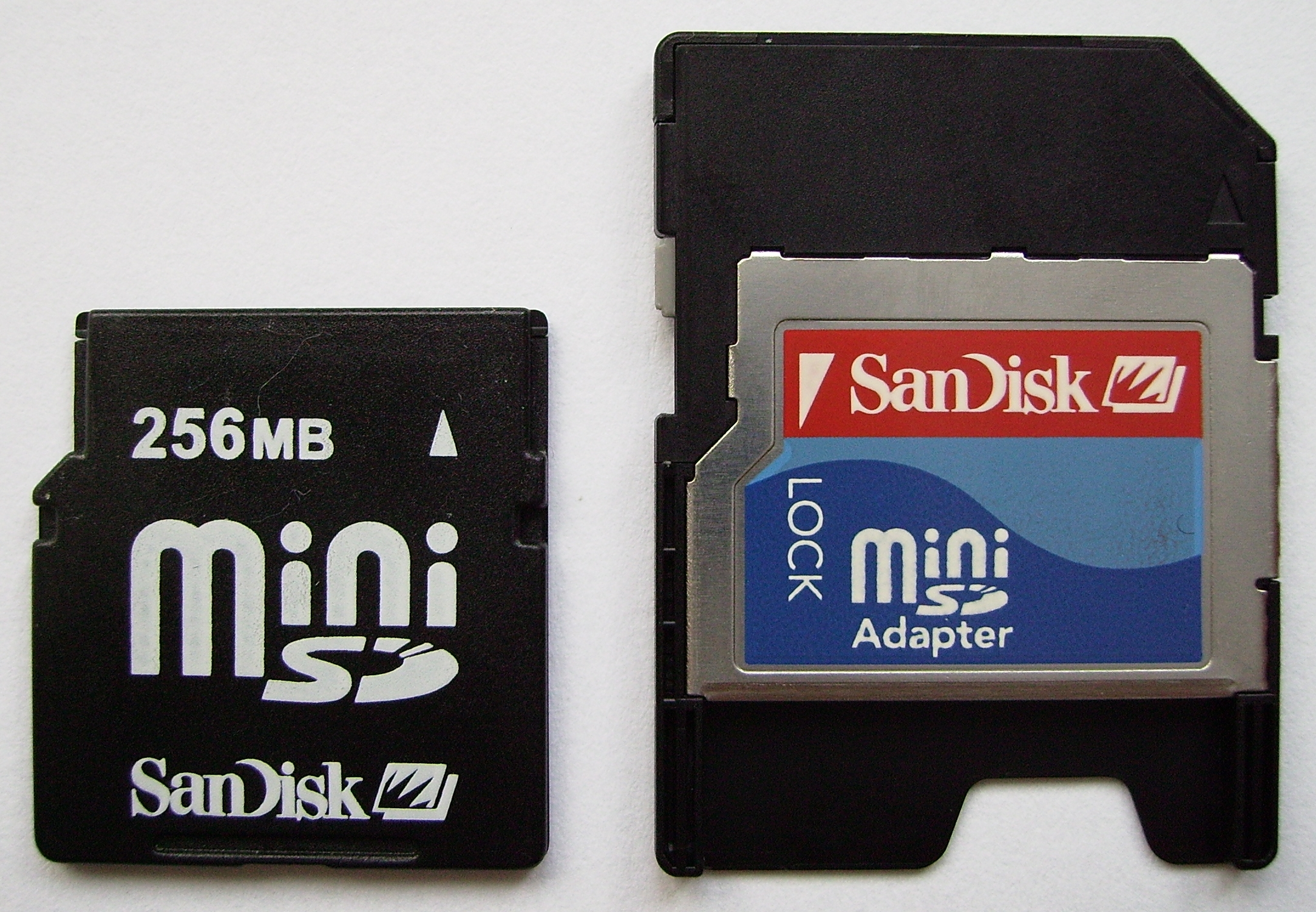
Targeta MiniSD i adaptador.

 MiniSD  és un format de targeta de memòria. Presentada per primera vegada per SanDisk a CeBIT 2003, l'miniSD es va unir a la Memory Stick Duo i xD-Picture Card pel que fa a dispositius petits.
La targeta miniSD va ser adoptada el 2003 per l'Associació de Targetes SD (SD Card Association) com una extensió de mida ultra-petit per l'estàndard de targeta SD.
Atès que les noves targetes es van dissenyar especialment per a ser usades en telèfons mòbils, estan envoltades per un adaptador miniSD que permet la compatibilitat amb tots els dispositius equipats amb una ranura de targeta SD.

## Especificacions
|                                            | Tarjeta MiniSD | Tarjeta SD | Tarjeta MicroSD |
| ------------------------------------------ | -------------- | ---------- | --------------- |
| Ample                                      | 20mm           | 24mm       | 11mm            |
| Llarg                                      | 21,5 mm        | 32mm       | 15mm            |
| Gruix                                      | 1,4 mm         | 2,1 mm     | 1mm             |
| Volum de la targeta                        | 589 mm ³       | 1,596 mm ³ | 165mm ³         |
| Pes                                        | 1g aprox.      | 2g aprox.  | <1g aprox.      |
| Voltatge de funcionament                   | 2,7-3,6 V      | 2,7-3,6 V  | 2,7-3,6 V       |
| Interruptor de protecció contra escriptura | No             | Sí         | No              |
| Protectors de terminal                     | No             | Sí         | No              |
| Nombre de pins                             | 11 pins        | 9 forats   | 8 pins          |